# Gianfranco Funari
Gianfranco Funari (Roma, 21 marzo 1932 – Milano, 12 luglio 2008) è stato un conduttore televisivo, opinionista e cabarettista italiano, definitosi il giornalaio più famoso d'Italia.
Si rese celebre con uno stile comunicativo particolare, intenso, caratterizzato da un linguaggio molto diretto e caustico. Trattava temi politici e di attualità riuscendo a creare spesso polemiche e rappresentando il bersaglio di critiche e di attacchi da più parti.

## Biografia
Nacque in una famiglia un tempo benestante essendo stato suo bisnonno il cocchiere ufficiale di papa Pio IX; la sua azienda con i cavalli e le carrozze andò però distrutta in uno straripamento del Tevere nel 1870 e la famiglia Funari divenne perciò poverissima. Il padre era un modesto tipografo romano di idee socialiste e la madre Laura una casalinga, sposatisi nel 1913. Come primo impiego lavorò presso la Manetti & Roberts, in seguito presso una ditta di acque minerali, la Saurus, in qualità di rappresentante e successivamente, grazie ad un incontro fortuito con un ispettore esperto di gioco d'azzardo, si appassionò al mondo dei casinò e decise di lavorare come croupier prima al Casino de la Vallée di Saint-Vincent (dove prestava servizio anche suo fratello maggiore come comandante della tenenza dei Carabinieri di Aosta), poi in quelli di Hong Kong, Macao, Singapore e Bangkok, per undici anni, dai 25 ai 36, diventando negli ultimi due anni il capo del personale di una casa da gioco. Ebbe anche una breve carriera nel pugilato, durata solo tre incontri, tutti vinti.

### Gli inizi come cabarettista
Dopo alcune esibizioni amatoriali come cabarettista in vari locali romani come Il Giardino dei Supplizi e il Sette per Otto, nel 1967 fu notato da Oreste Lionello, che gli propose di entrare nei suoi spettacoli, e dall'entourage di Mina, che lo fece approdare al Derby di Milano, dove debuttò il 30 aprile 1969 interpretando dei monologhi di satira di costume. Nello stesso anno e fino al 1969 debuttò nel programma La domenica è un'altra cosa condotto da Raffaele Pisu, cui fece seguito il programma di Castellano e Pipolo Foto di gruppo (1974), condotto dallo stesso Pisu. Per la seconda rete, nel 1975, conduce, insieme a Minnie Minoprio e il Quartetto Cetra, la trasmissione Più che altro un varietà. 

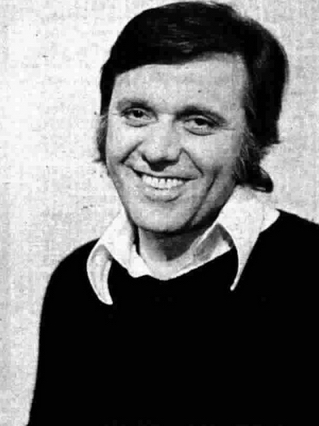
Gianfranco Funari in una foto degli anni settanta

Nel 1976 condusse insieme a Claudio Lippi e Renato Carosone il programma televisivo Per una sera d'estate. Del 1973 è l'incisione discografica di un singolo con due canzoni: Io faccio niente e A 80 anni è vietato morire il 14 agosto e dell'LP Ma io non canto... faccio finta! per la King Universal. Nel 1978 scrisse un romanzo, Famiglia svendesi, e l'anno seguente recitò nel film di Domenico Paolella Belli e brutti ridono tutti.

### Conduttore TV: i talk show di attualità
Come conduttore di programmi di attualità debuttò sul piccolo schermo su Telemontecarlo nel 1980, con la trasmissione Torti in faccia (che qualche anno più tardi proporrà a Bruno Voglino, dirigente Rai, senza riceverne un riscontro positivo), con una formula innovativa che proponeva contenziosi verbali fra categorie di semplici cittadini, formula che ripropose con successo con Aboccaperta, il quale andò in onda dal 1981 al 1983 sulla rete monegasca. Finalmente Funari venne chiamato dalla Rai: fu Giovanni Minoli, capostruttura di Rai 2, a dargli l'opportunità di condurre un programma nell'azienda di stato. Aboccaperta andò in onda sulla seconda rete nazionale dal 1984 al 1987 nella seconda serata del venerdì. Prima del passaggio ufficiale, Funari condusse nell'autunno del 1983 Campanile cena e nella prima parte del 1985 anche il programma domenicale Jolly goal, sempre su Rai 2.
Nel 1987 Funari sposò in seconde nozze Rossana Seghezzi, ballerina della Scala (da cui si separerà nel 1997) e inaugurò le trasmissioni nella fascia meridiana di Rai 2 con la trasmissione Mezzogiorno è..., che andrà avanti per tre stagioni, fino a quando, a causa dell'invito fatto a Giorgio La Malfa e non gradito dai vertici dell'azienda, fu allontanato; riprese ad arringare il pubblico mettendo i politici alla gogna, sulla stessa falsariga e secondo il suo stile ormai delineato, con Mezzogiorno italiano su Italia 1 (1991-1992). In precedenza per la RAI aveva condotto anche Improvvisando assieme a Ramona Dell'Abate e a Giorgio Mastrota, programma andato in onda nell'estate e all'inizio dell'autunno 89.
In quegli anni inventò un nuovo modo di fare pubblicità, intercalando senza alcuna soluzione di continuità la conduzione della trasmissione e la promozione di un prodotto sponsor. In questo modo veniva annullata ogni distinzione tra il programma e il messaggio promozionale; ciò fu poi vietato dalle più stringenti normative sugli spot entrate in vigore nel 1995.
Ma indubbiamente Funari fu «il maestro incontrastato nell'esercizio dell'evocazione del desiderio mangereccio attraverso un'immagine elettronica. Nessuno come lui riuscì ad imporre l'acquisto immediato di cibo con un solo schiocco di lingua».
Fu testimonial dal 1988 al 1990 per la carne in gelatina Manzotin, e dal 1992 al 1995 per il quotidiano nazionale L'Indipendente (da lui anche diretto, con scarsa fortuna, nel 1994), oltre ad essere stato sempre nei primissimi anni Novanta testimonial dell'Innocenti. Nel periodo di Mani Pulite, la critica politica dei programmi di Funari si fece molto più serrata, attaccando ancora di più i partiti coinvolti negli scandali. Successivamente su questi temi intervistò ad Hammamet Bettino Craxi, condannato in contumacia.
Il più noto imitatore di Gianfranco Funari è stato Corrado Guzzanti, che nel corso dei programmi trasmessi dalla Rai Pippo Chennedy Show (1997) e L'ottavo nano (2001) ne realizzò una caricatura particolarmente intrisa di vis ironica. Un'altra famosa imitazione di Funari era quella dell'attore Sergio Vastano, che iniziò ad interpretarlo nel 1990 nei panni di inviato di Striscia la notizia. Inoltre veniva imitato da Joe Violanti sull'emittente radiofonica Radio Dimensione Suono durante una trasmissione mattutina. Il Funari degli ultimi anni fu imitato con successo da Teo Teocoli.
Le caratteristiche di Funari maggiormente prese di mira dagli imitatori sono state il suo marcato accento romanesco e, soprattutto, la vistosa dentatura. Gli enormi bianchissimi denti, ostentati sempre in ampi sorrisi in diretta, avevano destato il sospetto che il conduttore portasse la dentiera. Inizialmente Funari, con molto garbo e sempre sorridendo, aveva smentito, ma in seguito, durante un'intervista doppia con Luciano Rispoli per il programma satirico Le Iene in onda su Italia 1, alla domanda «Porti la dentiera?» mentre Rispoli negava battendo i denti a titolo dimostrativo, Funari si era tolto spudoratamente la dentiera mostrandola ai telespettatori, affrontando la restante parte dell'intervista senza la dentiera, completamente sdentato, per poi rimettersela, sempre ripreso dalle telecamere.

### L'allontanamento dalle TV nazionali
A causa di alcuni dissapori con Berlusconi (spinto da Bettino Craxi a censurare il conduttore), Funari fu costretto a lasciare anche la Fininvest, alla quale intentò una causa per inadempimenti contrattuali presso la Pretura del Lavoro di Monza: il suo contratto sarebbe scaduto il 30 settembre 1992, ma Mezzogiorno italiano era stato sospeso dal 21 luglio precedente, cosicché le ultime 63 puntate previste erano state annullate. Inizialmente avrebbe dovuto firmare un contratto con la RAI, per condurre due programmi al sabato su Rai 3: il primo nella consueta fascia di mezzogiorno, l'altro, che avrebbe dovuto intitolarsi appunto Sabato con Funari, in prima serata a partire dal 3 o dal 10 ottobre 1992.
Fu definito un accordo nell'agosto precedente con il direttore di rete Angelo Guglielmi, ma la dirigenza del servizio pubblico ruppe le trattative; secondo alcune fonti fu l'allora direttore generale Gianni Pasquarelli in persona, a determinare il mancato ritorno in Rai del conduttore romano. Rimasto disoccupato, Funari tentò di fare concorrenza al duopolio pubblico e privato, con Zona franca, in onda su 75 emittenti locali dell'intero territorio nazionale, che trasmettevano il programma in leggera differita l'una dall'altra per evitare i limiti imposti dalla legge Mammì, su idea dello stesso presentatore romano. La trasmissione era prodotta dal conduttore e da Sandro Parenzo, responsabile della realizzazione delle videocassette, all'interno delle quali era montata ogni puntata e già inserite le interruzioni pubblicitarie, da distribuire all'improvvisato network.
Dopo la vittoria della causa contro RTI ottenne un risarcimento di oltre un miliardo e mezzo di lire, a fronte delle sue richieste iniziali di circa 10 miliardi per danni, quindi fu reintegrato in Mediaset. Stavolta fu "collocato" su Rete 4, dove a partire dal 18 ottobre 1993 ricominciò con le strisce giornaliere Funari news e Punto di svolta (1993-1995), inframezzate dall'edizione delle 19:00 del TG4, nonché il programma del sabato sera L'originale sulla stessa rete (1994-1995).
Dopo la breve parentesi alla direzione del quotidiano L'Indipendente (1994) tornò alla televisione con il suo debutto su Odeon TV e Cinquestelle, per cui condusse Funari live e L'edicola di Funari. Fu il primo esperimento in Italia di una diffusione satellitare in diretta su circuiti televisivi minori. Nella stagione 1995-1996 tornò in Rai con Napoli capitale, un talk-show politico diretto da Anna La Rosa che ebbe vita breve. Di nuovo senza contratto, Funari riprese Zona Franca, di cui conservò il formato: la diffusione del programma era sempre basata su un circuito di piccole emittenti locali. Ad Antenna 3 Lombardia conobbe Morena Zapparoli, che sarebbe diventata sua terza moglie il 24 aprile 2004.
Nel 1997 decise di candidarsi a sindaco di Milano con una sua Lista Funari, ma all'ultimo momento rinunciò al progetto, nonostante il buon riscontro ottenuto nei sondaggi. Il successivo 27 dicembre subì un delicato intervento al cuore, che minò la sua salute ma non la sua verve polemica: celebre rimane il suo attacco alla sanità pubblica, al cui vertice ministeriale dell'epoca risiedeva Rosy Bindi, durante un intervento telefonico di quest'ultima il 21 febbraio 1998, nel corso della trasmissione Per tutta la vita (Rai 1), condotta da Fabrizio Frizzi.

### Dal 2000 al 2007
Nel gennaio 2000, Funari tornò a Mediaset nella sua fascia oraria prediletta, il mezzogiorno, diventando ospite fisso del talk show A tu per tu, in onda su Canale 5 e condotto da Antonella Clerici e Maria Teresa Ruta. Dopo l'abbandono della Clerici due mesi dopo la partenza del programma, Funari divenne protagonista assoluto del programma (a scapito anche dell'altra conduttrice, Maria Teresa Ruta, relegata al ruolo di semplice opinionista), tornando così a rivolgersi al suo pubblico preferito, le casalinghe, ma senza riuscire ad ottenere lo stesso successo avuto negli anni passati; la trasmissione registrò infatti ascolti poco soddisfacenti e fu cancellata dopo una sola stagione.
Funari fece ritorno così sui circuiti televisivi minori come quello di Odeon TV e Cinquestelle, dove realizzò diverse trasmissioni, tra cui Extra Omnes e Virus, con buoni ascolti. Mandò in onda, tra l'altro, nel 2006, un'intervista esclusiva di Morena Zapparoli a Piergiorgio Welby, la cui battaglia per l'eutanasia fu appoggiata dal conduttore, che partecipò successivamente anche ad eventi per ricordarlo. Negli anni del nuovo millennio, Funari intervenne più volte a dibattiti sulla storia della televisione. Nel 2005 fu spesso ospite a Markette e Matrix. Nel programma condotto da Enrico Mentana avviò una polemica con Michele Santoro per la sua partecipazione a Rockpolitik, assimilando la propria esperienza di "epurato" a quella del giornalista campano e tacciandolo di vittimismo; nondimeno, si produsse in battute su Silvio Berlusconi («ha pensato ai cazzi propri e a quelli degli italiani. I suoi je so riusciti, i nostri un po' meno!») e sulla propria carriera in televisione («mi son fatto due scopate, Rai e Mediaset, per il resto tutte pippe»). Nella trasmissione di LA7 invece, attaccò l'avvocato Carlo Taormina, all'epoca difensore di Annamaria Franzoni: «Son contento di non aver fatto il giudice, perché se mi fossi trovato di fronte l'avvocato Taormina, avrei dato al suo assistito l'ergastolo, anche se questo fosse stato innocente». Taormina si sentì offeso e Piero Chiambretti organizzò una puntata riparatrice, che si concluse con la pace tra i due.
Nell'estate del 2005 registrò per Italia 1 un programma chiamato La commedia divina, con la partecipazione di Anna Falchi. La trasmissione non andò mai in onda, ma alcuni spezzoni sono stati mostrati durante lo speciale di Studio Aperto andato in onda il giorno della sua scomparsa. Il 15 dicembre dello stesso anno fece ancora parlare di sé allorché durante l'intervista-verità di Paolo Bonolis, nel corso di una puntata del talk-show Il senso della vita, diede conto delle sue precarie condizioni di salute ed esortò i giovani a non fumare. Sempre nel corso di quella puntata rivolse parole d'affetto alla moglie: «Mi auguro di poter morire con tanta serenità, da poter sottrarre a mia moglie con un sorriso il dolore che le darò quando morirò». Nel 2007 Funari pubblicò un calendario curato da Marco Falorni, "marzo 2007 - febbraio 2008, anno secondo GF", in cui mese per mese ripercorreva con Marco Travaglio e Gian Carlo Caselli gli scandali che avevano colpito l'Italia in quegli ultimi anni.
Funari apparve anche come attore in film per il cinema (Simpatici & antipatici di Christian De Sica nel 1998, Nessun messaggio in segreteria, di Paolo Genovese e Luca Miniero nel 2005) e in opere teatrali (Candido soap opera musical, diretto da Andrea Liberovici e liberamente tratto dal Candido di Voltaire). Nel 2007 avrebbe dovuto recitare nella fiction in sei puntate Lo sbirro per la regia di Pasquale Squitieri, progetto poi non concretizzatosi.
Recitò infine nei cortometraggi Re Lear - otto Flashback e 500 mila leoni, entrambi diretti da Andrea Liberovici su testo di Aldo Nove. Nel secondo, di cui era unico protagonista, venivano raccontati gli ultimi momenti di vita di Johnny Weissmuller, l'attore che negli anni trenta aveva interpretato Tarzan. Questo cortometraggio fu premiato al festival di Locarno.

### Breve ritorno in Rai
Funari tornò in video su circuiti nazionali nell'aprile del 2007, il sabato sera in prima serata su Rai 1, con la trasmissione Apocalypse Show, uno spettacolo che univa lo show alla denuncia sociale, ideato da Diego Cugia e incentrato su un'ipotetica, prossima apocalisse ecologica. I co-conduttori erano la showgirl spagnola Esther Ortega, il comico Fabio De Luigi e valletta Oksana Andersson.
La trasmissione era stata lanciata da un promo che, citando una famosa scena del film di Federico Fellini Amarcord, vedeva il conduttore arrampicato su un albero invocare in dialetto romanesco il desiderio di apparire su Raiuno e lanciare una mela in testa a una suora che tentava di raggiungerlo.
Gli ascolti bassi della prima puntata segnarono già una brusca battuta d'arresto all'entusiasmo per il ritorno di Funari su una rete RAI. La settimana seguente la trasmissione ottenne il più basso tasso d'ascolti registrato da Rai Uno in prima serata e l'autore Diego Cugia e i presentatori Fabio De Luigi ed Esther Ortega abbandonarono il programma, che cambiò nome in Vietato Funari. La terza puntata registrò un ulteriore calo di share, ma nonostante ciò il direttore della rete Fabrizio Del Noce decise comunque di non chiudere lo show e di farlo giungere fino alla quinta e ultima puntata. Alla fine del 2007 Gianfranco Funari condusse su Odeon TV i suoi due ultimi programmi, La storia siamo io e Funari Late show.

### La malattia e la morte
All'inizio del 2008 Funari fu ricoverato all'ospedale San Raffaele di Milano dove, dopo essere andato in coma diabetico e per 2 volte in coma farmacologico, a causa di gravissime complicazioni polmonari, morì all'alba del 12 luglio, a 76 anni. Le esequie si svolsero nella chiesa di San Marco di Milano. La bara era ricoperta da girasoli e al suo interno, come chiesto da Funari, tre pacchetti di sigarette, un accendino, alcune fiches, e un telecomando per la televisione. La salma è nel colombaro 12 del Riparto XVII della Galleria EO di Levante Inferiore del Cimitero Monumentale di Milano. Nel novembre del 2013 la rivista Oggi denunciò in un articolo lo stato di abbandono della tomba, ancora priva di lapide, che fu messa il 18 dicembre 2013. Su di essa, su volontà di Funari, le citazioni "Ho smesso di fumare" e "Manco da qui taccio!".
Nel 2021 viene realizzato da Sky Originals e Libero Produzioni il docufilm Funari Funari Funari sul suo percorso tumultuoso nel panorama televisivo e popolare italiano.

## Nella cultura di massa
Nel 2022, nasce in suo onore il Premio Funari - Il Giornalaio dell'anno, nato dalla collaborazione tra Libero Produzioni e la Fondazione Carnevale di Viareggio. L'award vuole premiare “Coloro che, attraverso la parola, lo scritto e qualsiasi mezzo di diffusione, hanno manifestato liberamente il proprio pensiero e si sono contraddistinti per lo spirito indipendente e per la voglia di fare informazione aperta a tutti.” attraverso una valutazione da parte di collaboratori ed estimatori che negli anni hanno conosciuto e hanno lavorato al fianco di Funari.

## Programmi televisivi
- La domenica è un'altra cosa (Programma Nazionale, 1969-1970)
- Dedicato a Paola (Programma Nazionale, 1972)
- Una canzone e un sorriso (Programma Nazionale, 1972)
- Più che altro un varietà (Secondo Programma, 1975)
- Per una sera d'estate (Rete 1, 1976)
- Torti in faccia (Telemontecarlo, 1980)
- Aboccaperta (Telemontecarlo, 1981-1983; Rai 2, 1984-1987)
- Campanile cena (Telemontecarlo, 1983)
- Jolly goal (Rai 2, 1985)
- Mezzogiorno è... (Rai 2, 1987-1990)
- Monterosa 84: Si riapre il Derby (Rai 2, 1988)
- Mezzogiorno italiano (Italia 1, 1991-1992)
- Zona franca (75 emittenti locali, 1993)
- Funari News (Rete 4, 1993-1995)
- Punto di svolta (Rete 4, 1993-1995)
- L'Originale (Rete 4, 1994)
- Le news di Funari (Rete 4, 1994-1995)
- Conto alla rovescia (Rete 4, 1995)
- Funari Live (Odeon TV-Cinquestelle-Tivuitalia, 1995-1996)
- Andiamo in collegio (Odeon TV-Cinquestelle-Tivuitalia, 1995-1996)
- L'edicola di Funari (Odeon TV-Cinquestelle-Tivuitalia, 1995-1996)
- Napoli capitale (Rai 2, 1995-1996)
- L'altro capodanno (Rai 2, 1995-1996)
- Tè per due (Odeon TV-Cinquestelle-Tivuitalia, 1996)
- A tu per tu (Canale 5, 2000)
- Stasera c'è Funari (Odeon TV, 2001-2002)
- Funari forever (Odeon TV, 2002-2004)
- Il curioso (Antenna 3, 2004)
- Extra Omnes (Odeon TV, 2005)
- Virus (Odeon TV, 2006)
- La storia siamo io (Odeon TV, 2007)
- Apocalypse Show (Rai 1, 2007)
- Funari Late Show (Odeon TV, 2007-2008)

## Filmografia

Fermo immagine tratto dal film Le spie vengono dal semifreddo. Al centro Gianfranco Funari e a destra Francesco Mulè

- Le spie vengono dal semifreddo, regia di Mario Bava (1966)[33][34]
- Belli e brutti ridono tutti, regia di Domenico Paolella (1979)
- Simpatici & antipatici, regia di Christian De Sica (1998)
- Re Lear - 8 flashback di Andrea Liberovici e Aldo Nove – cortometraggio (2004)
- Cinquecentomila leoni di Andrea Liberovici e Aldo Nove – cortometraggio (2004)
- Nessun messaggio in segreteria, regia di Paolo Genovese e Luca Miniero (2005) - cameo
- Funari Funari Funari - documentario biografico (2022) - postumo

## Discografia

### LP
- 1973 – Ma io non canto... faccio finta!, King Universal (come Gian Franco Funari)

### 45 giri
- 1973 – Io faccio niente/A 80 anni è vietato morire il 14 agosto, King Universal
- 1975 – E il mondo gira/Il ballo del monocolo (Fonit Cetra, SP 1595)
- 1980 – A torti in faccia/A pensarci bene, Ciao Records, 524

## Libri
- Famiglia svendesi, Milano, Rusconi, 1978.
- Un letto tra due pontefici, Milano, Il Falco, 1981.
- A bocca piena, con la collaborazione di Adriana Treves, Milano, SugarCo, 1988.
- Il potere in mutande. Il dito nell'occhio della TV italiana, con Morena Funari e Alessandra Sestito, Milano, Rizzoli, 2009. ISBN 978-88-17-03290-2.